# Уголовный кодекс Эстонской Республики
Уголовный (чаще Пенитенциарный) кодекс Эстонии (эст. karistuseadustik) — уголовный кодекс Эстонской Республики. Вступил в силу 1 сентября 2002 года. Предусматривает составы преступлений и проступков. Предусматривает возможность привлечения юридического лица к ответственности за преступление или проступок. Кодекс основан на немецком уголовном праве, зиждется на известной с 19-го века финалистской деликтной структуре, где состав преступления представляет собой не основание, но лишь первый уровень деликтной структуры (объектный состав и субъективный состав). Второй уровень Д.С. — противоправность деяния (отсутствие обстоятельств, исключающих ответственность). Третий уровень Д.С. — вина в нормативном понимании (возможность поставить деяние в упрёк). В отличие от психологического понимания вины не охватывает внутреннего отношения к содеянному и последствиям деяния.
Наказание. 
УК Эстонии предусматривает 3 вида наказания за преступления, 2 вида за проступки,  6 видов дополнительных наказаний применяемых к физическим лицам за виновные деяния. Самым строгим наказаним за преступления-является пожизненное лишение свободы(условное освобождение возможно после 30 лет отбывания пожизненного заключения).